# Talk to the Animals
Talk to the Animals ist ein Filmsong von Leslie Bricusse aus dem Film Doktor Dolittle. Im Film wird er von Hauptdarsteller Rex Harrison gesungen. Das Stück wurde bei der Oscarverleihung 1968 mit einem Oscar für den besten Song ausgezeichnet.

## Hintergrund
Leslie Bricusse schrieb den kompletten Soundtrack für den Film Dr. Dolittle von 1968, der auf den Romanen von Hugh Lofting basiert. Für Rex Harrison, den Star aus My Fair Lady, der die Titelrolle übernahm, schrieb er die Songs The Vegetarian, St the Crossroads, When I Look in Your Eyes, Like Animals. I Think I Like You und Something in Your Smile und Talk to the Animals. Das Lied wird zweimal im Film gesungen, zum einen nach einem Dialog mit seinem Papagei Polly, als er die Gabe entwickelt mit Tieren zu sprechen, und später, als Reprise, wenn er die Gabe gemeistert hat und mit den Tieren feiert. Tatsächlich war der Soundtrack, der sehr viele Musical-Elemente enthielt, deutlich populärer als der Film, der das Studio 20th Century Fox beinahe in den Ruin trieb.
Bei der Oscarverleihung 1968 wurde Talk to the Animals mit einem Oscar als Bester Song ausgezeichnet. Tatsächlich hörte man bei der Nennung des Gewinners durch Barbra Streisand ein deutliches „Oh no!“ aus den Zuschauerreihen.

## Coverversionen und kulturelle Referenzen
Bereits kurz nach seiner Veröffentlichung wurde der Song von diversen anderen Künstlern aufgenommen. So stammt eine populäre und im Vergleich zum eher langsamen Original relativ schnelle Version von Sammy Davis Jr., der 1968 auf  Sings The Complete „Dr. Dolittle“ den kompletten Soundtrack neu einsang.  Bei der Oscarverleihung trat er sogar mit seiner Version des Songs auf und nahm stellvertretend für Bricusse den Oscar in Empfang. Weitere Versionen stammen von Bobby Darin, Herb Alpert, Tennessee Ernie Ford, Bing Crosby und Alvin & The Chipmunks.
Auch im Fernsehen wurde der Song häufig gespielt. So war er der Titelsong der Zeichentrickserie Doktor Dolittle, die von 1970 bis 1972 lief. 1980 trat Roger Moore in der 24. Folge der fünften Staffel von Die Muppet-Show mit dem Song auf. Auch in der Folge Homer und die Sangesbrüder (5.1/Nr. 85) von Die Simpsons wurde das Lied verwendet. Der in der Serie von Chief Wiggum intonierte Gesang stammte von Hank Azaria.
1998 erschien ein Remake von Dr. Dolittle mit Eddie Murphy in der Titelrolle. Im Abspann wird eine Version von Louis Armstrong verwendet, die sich jedoch nicht auf dem Soundtrack befindet. Die Version stammt von 1968.